# Independência do Suriname
A Independência do Suriname foi o processo de separação política entre Suriname e Holanda que deu-se no dia 25 de novembro de 1975. A partir dessa data o Suriname tornou-se uma república separada do Reino dos Países Baixos. O novo governo foi formado pelo ex-governador Johan Ferrier como presidente e o primeiro-ministro Henck Arron.

## Antecedentes
Em 6 de dezembro de 1942, a rainha Guilhermina fez um discurso sobre a necessidade de uma reavaliação da relação com as colônias. Embora o discurso tivesse a intenção de manter a Indonésia dentro do Reino, foi bem recebido no Suriname e levaria à Carta do Reino dos Países Baixos de 1954, na qual o Suriname ganhava mais autonomia e se tornava um país constituinte do Reino.

## Independência

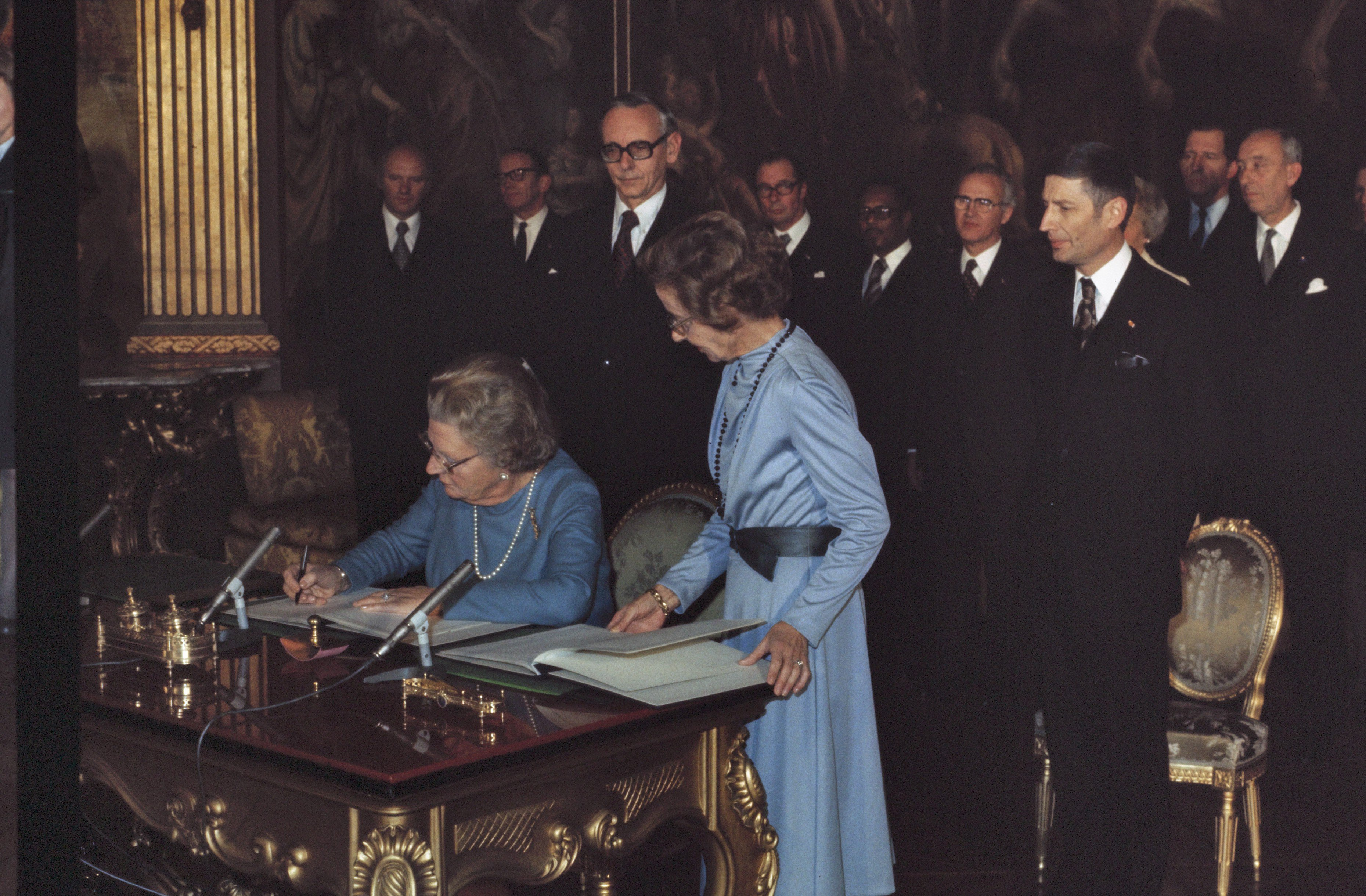
A Rainha Juliana assina o acordo de reconhecimento da República do Suriname, na presença do Ministro da Justiça Dries van Agt.

Em meados de 1975, houve debates e votações sobre a independência na Câmara dos deputados e no senado, ambos houve resultados favoráveis a independência.

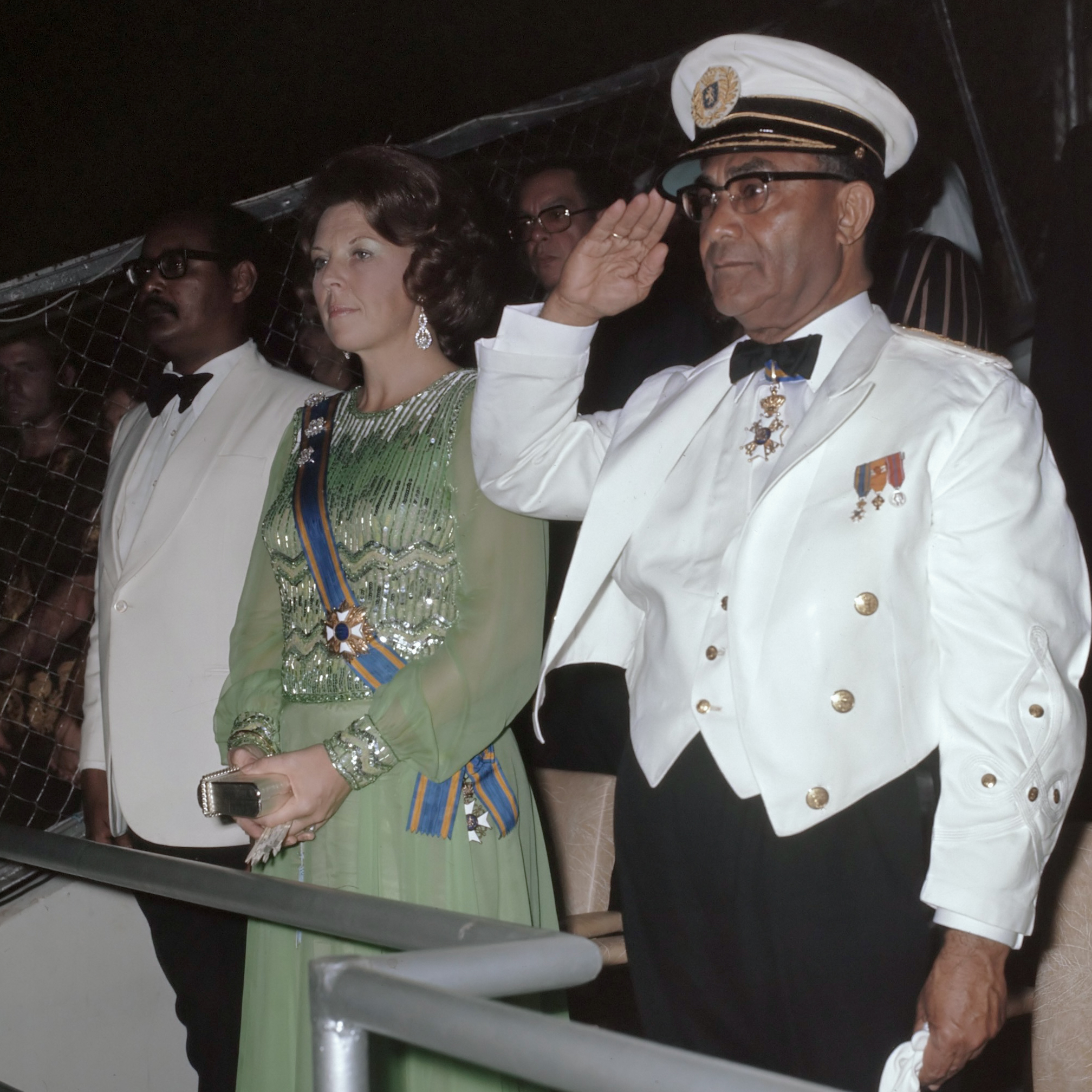
Henck Arron, princesa Beatrix e Johan Ferrier durante as comemorações da independência em 25 de novembro de 1975.

Em 21 de novembro, a estátua da rainha Guilhermina foi removida da praça Oranjeplein. Foi onde foi colocada a bandeira do Suriname. Oranjeplein foi renomeada Praça da Independência. Em 25 de novembro, finalmente chegou a hora, o ex-governador Ferrier foi empossado como presidente, enquanto a rainha Juliana assinou a declaração de independência na Haia. O primeiro dia de uma República independente do Suriname foi celebrado na companhia da princesa Beatrix, do príncipe Claus e do primeiro-ministro Den Uyl.

## Desdobramentos
Nos anos que antecederam a independência, quase um terço da população do Suriname emigrou para a Holanda, em meio à preocupação de que o novo país se sairia pior sob a independência do que como país constituinte do Reino dos Países Baixos. A política do Suriname degenerou em polarização étnica e corrupção logo após a independência, com o NPS usando dinheiro de ajuda holandês para fins partidários. Seus líderes foram acusados de fraude nas eleições de 1977, nas quais Arron ganhou mais um mandato, e o descontentamento foi tal que grande parte da população fugiu para a Holanda, juntando-se à já significativa comunidade surinamesa.
Em 25 de fevereiro de 1980, um grupo de dezesseis sargentos derrubaram o governo do primeiro-ministro Henck Arron, que liderava o país desde a independência. Esse evento ficou conhecido como Golpe dos Sargentos.